# Danh sách đội tuyển futsal nam quốc gia
Đây là danh sách đội tuyển futsal nam quốc gia trên thế giới

## Thành viên FIFA hiện tại

Bản đồ Thế giới với sáu liên đoàn châu lục.

Hiện nay có 147 đội tuyển futsal nam quốc gia là thành viên của Liên đoàn bóng đá thế giới (FIFA), cơ quan quản lý bóng đá trên thế giới, thông qua các liên đoàn bóng đá quốc gia của họ. Họ có đủ điều kiện để tham dự Giải vô địch bóng đá trong nhà thế giới và trận đấu giữa họ được công nhận là trận đấu quốc tế chính thức. Dựa trên kết quả trận đấu, Bảng xếp hạng futsal thế giới, cập nhật hàng tuần, so sánh sức mạnh tương đối của các đội tuyển quốc gia.
Mỗi đội tuyển quốc gia cũng thuộc một trong sáu liên đoàn, theo khu vực lục địa của họ:
- châu Á - Liên đoàn bóng đá châu Á (AFC)
- châu Phi - Confédération Africaine de Football (CAF)
- Bắc và Trung Mĩ và Caribe - Liên đoàn bóng đá Bắc, Trung Mĩ và Caribe (CONCACAF)
- Nam Mĩ - Confederación Sudamericana de Fútbol (CONMEBOL)
- châu Đại Dương - Liên đoàn bóng đá châu Đại Dương (OFC)
- châu Âu - Liên đoàn bóng đá châu Âu (UEFA)

Dưới đây là danh sách của đội tuyển bóng đá quốc gia theo liên đoàn châu lục. Một số đội tuyển quốc gia là thành viên chính thức của liên đoàn châu lục, nhưng lại không phải là thành viên của FIFA.

### AFC (Châu Á)
Do kích thước địa lý của khu vực châu Á, AFC được chia thành năm tiểu liên đoàn:
- Liên đoàn bóng đá Tây Á (WAFF) -đại diện cho các quốc gia ở cực tây của lục địa, WAFF có sáu thành viên.
- Liên đoàn bóng đá Đông Á (EAFF) - đại diện cho các quốc gia vùng "Viễn Đông".
- Hiệp hội bóng đá Trung Á (CAFA) - đại diện cho các quốc gia ở Trung Á và tiểu lục địa Ấn Độ.
- Liên đoàn bóng đá Đông Nam Á (AFF) - đại diện cho các quốc gia trong khu vực Đông Nam Á, cộng với Úc
- Liên đoàn bóng đá Nam Á (SAFF) - đại diện cho các quốc gia từ Nam Á

| - Afghanistan - Úc1 - Bahrain - Bhutan - Brunei - Campuchia - Trung Quốc - Đài Bắc Trung Hoa2 - Guam - Hồng Kông3 | - Indonesia - Iran4 - Iraq - Nhật Bản - Jordan - Hàn Quốc - Kuwait - Kyrgyzstan - Lào - Liban | - Ma Cao3 - Malaysia - Maldives - Mông Cổ - Myanmar - Oman - Palestine - Philippines - Qatar - Ả Rập Saudi | - Singapore - Syria - Tajikistan - Thái Lan - Đông Timor - Turkmenistan - Các tiểu Vương Quốc Ả Rập Thống nhất - Uzbekistan - Việt Nam - Yemen |

1: Cựu thành viên OFC (Tham gia AFC năm 2006)

2: Tên gọi chính thức của Trung Hoa Dân quốc (Đài Loan); thành viên OFC 1975-1989

3: Tên chính thức được sử dụng bởi FIFA và AFC; tên chính thức được sử dụng bởi EAFF là "Hồng Kông, Trung Quốc" và "Ma Cao, Trung Quốc"

4: Iran là thành viên của hai tiểu liên đoàn (WAFF và CESAFA).

### CONMEBOL (Nam Mĩ)
- Argentina
- Bolivia
- Brasil
- Chile
- Colombia
- Ecuador
- Paraguay
- Peru
- Uruguay
- Venezuela